# Camponotus erigens
Camponotus erigens é uma espécie de inseto do gênero Camponotus, pertencente à família Formicidae.